# Грета Кнутсон
Грета Кнутсон або Кнутсон-Тцара (також відома як Грета Кнутсон; (10 листопада 1899 , Стокгольм  — 6 березня 1983 , XV округ Парижа ) — шведська художниця-модерністка, мистецтвознавець, авторка оповідань і поетеса. Учениця Андре Лоте, який прийняв абстракцію, кубізм і сюрреалізм, також була цікавилася феноменологією - напрямом філософських досліджень. Дружина румунського письменника і співзасновника дадаїзму Трістана Тцари.

## Біографія
Грета Кнутсон народилася в заможній родині в 1899 році і вільно володіла кількома іноземними мовами. Вона навчалася в Академії образотворчих мистецтв імені Карла Вільгельмсона протягом одного року, потім навчалася в Kungliga Konsthögskolan і оселилася в Парижі у Франції на початку 1920-х років. Саме там Грета почала відвідувати студію Андре Лоте і стала його ученицею. З часом вона починає постійно жити в Парижі, а до Швеції поверталася лише зрідка. Її цікавили кубізм, сюрреалізм та абстракція як художні концепції. Її цікавила зміна мистецтва від реального світу навколо нас до сюрреалістичного світу несвідомого. Також у Франції Грета Кнутсон зустріла Трістана Тцару, як повідомляється, у 1924 році. Вона вийшла за нього заміж 8 серпня 1925 року. У пари 15 березня 1927 року в Неї-сюр-Сені народився син Крістоф.
У 1925 році Кнутсон успадкувала велике багатство. На кошти зі свого спадку Тцара побудувала сімейну резиденцію на Монмартрі, яку проєктував архітектор Адольф Лоос (колишній діяч модерністського руху у Відні). Будинок перетворився на соціальне місце для інших сюрреалістів. Вона частково модифікувала конструкцію, щоб розмістити тут особисту студію, яку Лоос не передбачив у своєму варіанті проєкту.
Кнутсон прийняла сюрреалізм у 1930-х роках. Однак вона і Трістан Тцара розлучилися в 1937 році (лише 25 жовтня 1942 року вони офіційно оголосили про розлучення). Під час війни у Грети Кнутсон зав'язався роман з французьким поетом і лідером Руху Опору Рене Шаром. Кнутсон написала кілька портретів Шара. Вона також порвала з сюрреалізмом, переслідуючи свій інтерес до феноменології, і зокрема до філософів Едмунда Гуссерля і Мартіна Гайдеггера. Наприкінці 1930-х років Грета намалювала портрет швейцарського скульптора Альберто Джакометті. Пізніше вона розповіла, що її модель зізналася їй, що його запозичення з африканського мистецтва, хоча і обговорювалися критиками, були лише випадковими і пов'язані з тим, що примітивізм був у моді.
Кнутсон був продуктивним письменником, публікуючи нариси мистецтвознавчої критики і, лише спорадично, вірші. Вона писала як шведською, так і французькою мовами. Наприкінці свого життя Грета Кнутсон також писала повісті та фрагменти віршів прозою. Разом з поетом Гуннаром Екелефом вона перекладала твори шведської літератури французькою, але її власні поезії так і не були видані як окрема книга за її життя.
«Історія про стежину на скелі / Буде стежкою, що лиже кам'яну плиту / Піднесе руку до заліза / Стежка до розбитого ґанку притулку переслідуваних / Настала ніч ранок / назустріч ніжній отарі й човна, що спить / навпроти храму на березі річки.», уривок її вірша, перекладеного з французької, який спочатку був у Le Surrealisme ASDLR. Вона також мала кілька персональних художніх виставок, зокрема в Парижі в 1929 році та в Стокгольмі в 1932 році.
Грета Кнутсон покінчила життя самогубством у Парижі в 1983 році.

## Спадщина
Францомовні вірші Грети Кнутсон були перекладені шведською поетом Лассе Седербергом. Також творчість Грети Кнутсона та її чоловіка вивчав історик мистецтва Сесілії Сьогольм. Седерберг, Шехольм, актор Крістіан Фекс і письменник Йонас Еллерстрьом брали участь у заході «Мадам Тцара?», який відбувся в Румунському культурному інституті в Стокгольмі в жовтні 2007 року.